# Коновалов, Сергей Александрович (биатлонист)
Сергей Александрович Коновалов (род. 9 апреля 1973, Узень, Мангышлакская область) — бывший российский биатлонист, бронзовый призёр чемпионата мира 2004 года, чемпион Европы и серебряный призёр чемпионата Европы, 4-кратный чемпион России, победитель Кубка России, мастер спорта международного класса (1998). Тренер сборной России по биатлону.

## Карьера спортсмена
В детстве, пытаясь найти себя, Сергей перепробовал много видов спорта: занимался борьбой, шахматами, посещал судомодельный кружок. В биатлон его привел дядя, Егор Петрович Коновалов, мастер спорта по биатлону, неоднократный победитель всесоюзных соревнований. Дядя много занимался с Сергеем, привил ему любовь к этому виду спорта, и с 12 лет Коновалов пристрастился к биатлону.
На чемпионате мира 2004 года в Оберхофе Сергея ждал главный успех в карьере. Он занял третье место в масс-старте, обогнав в финальном отрезке дистанции норвежца Уле-Эйнара Бьёрндалена. Победу в той гонке одержал француз Рафаэль Пуаре.
КУБОК МИРА
- 1998/99 — 37 место
- 2001/02 — 59 место
- 2003/04 — 15 место
- 2004/05 — 48 место

В феврале 2008 года после двух побед на чемпионате Европы в чешском Нове-Место Сергей объявил о завершении карьеры.

## Карьера тренера
- 2008—2010 — тренер резервной сборной России по биатлону[2].
- 2010—н. в. — тренер по стрелковой подготовке женской сборной России[3][4]
- 2015—н. в. — главный тренер женской сборной России по биатлону

## Награды, звания и премии
- Заслуженный мастер спорта России (2009)[5]
- Мастер спорта международного класса (1998).